# Associação de Futebol de Brunei Darussalam
A Associação de Futebol de Brunei Darussalam (em malaio:  Persatuan Bolasepak Brunei Darussalam) (em inglês:  Football Association of Brunei Darussalam, FABD) é o órgão dirigente do futebol de Brunei, responsável pela organização dos campeonatos disputados no país, bem como as partidas da seleção nacional. Foi fundada em 1959 e é afiliada à Federação Internacional de Futebol (FIFA) desde 1972 e à Confederação Asiática de Futebol (AFC) desde o ano de 1969.  É a entidade sucessora da Associação de Futebol de Brunei (BAFA), que foi suspensa pela FIFA e pela AFC, em 2008, por interferência governamental.
O presidente atual da entidade é Sufri Bolkiah.

## Suspensão
Em 2011, foi levantada a suspensão da Associação de Futebol de Brunei.